# Greyhound Australia
Greyhound Australia é a única empresa australiana de transporte rodoviário de passageiros a operar em todos os estados e territórios do continente australiano.

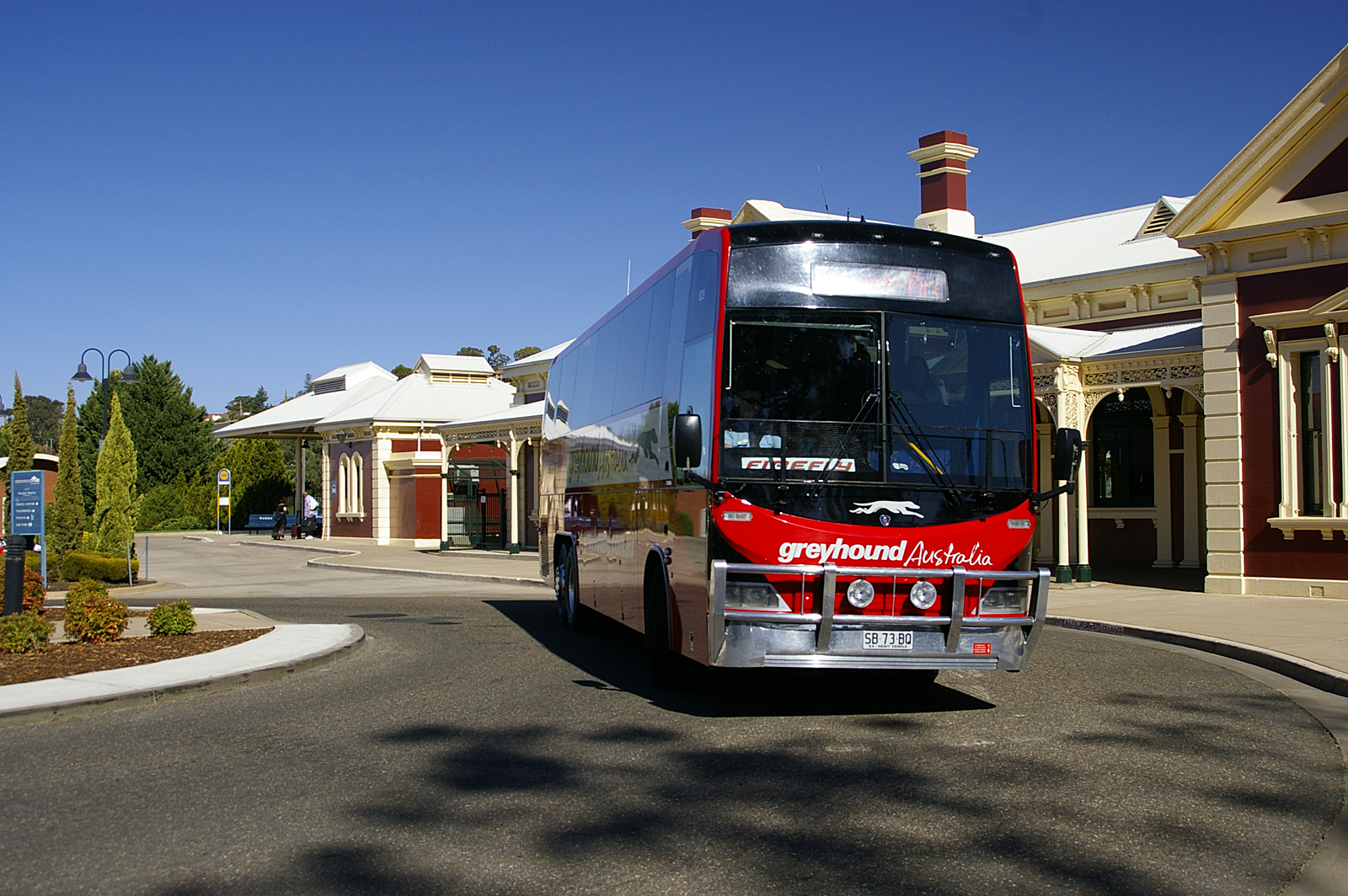
Modelo de carroceria Mills-Tui com chassi Scania em Wagga Wagga, Nova Gales do Sul, em março de 2009

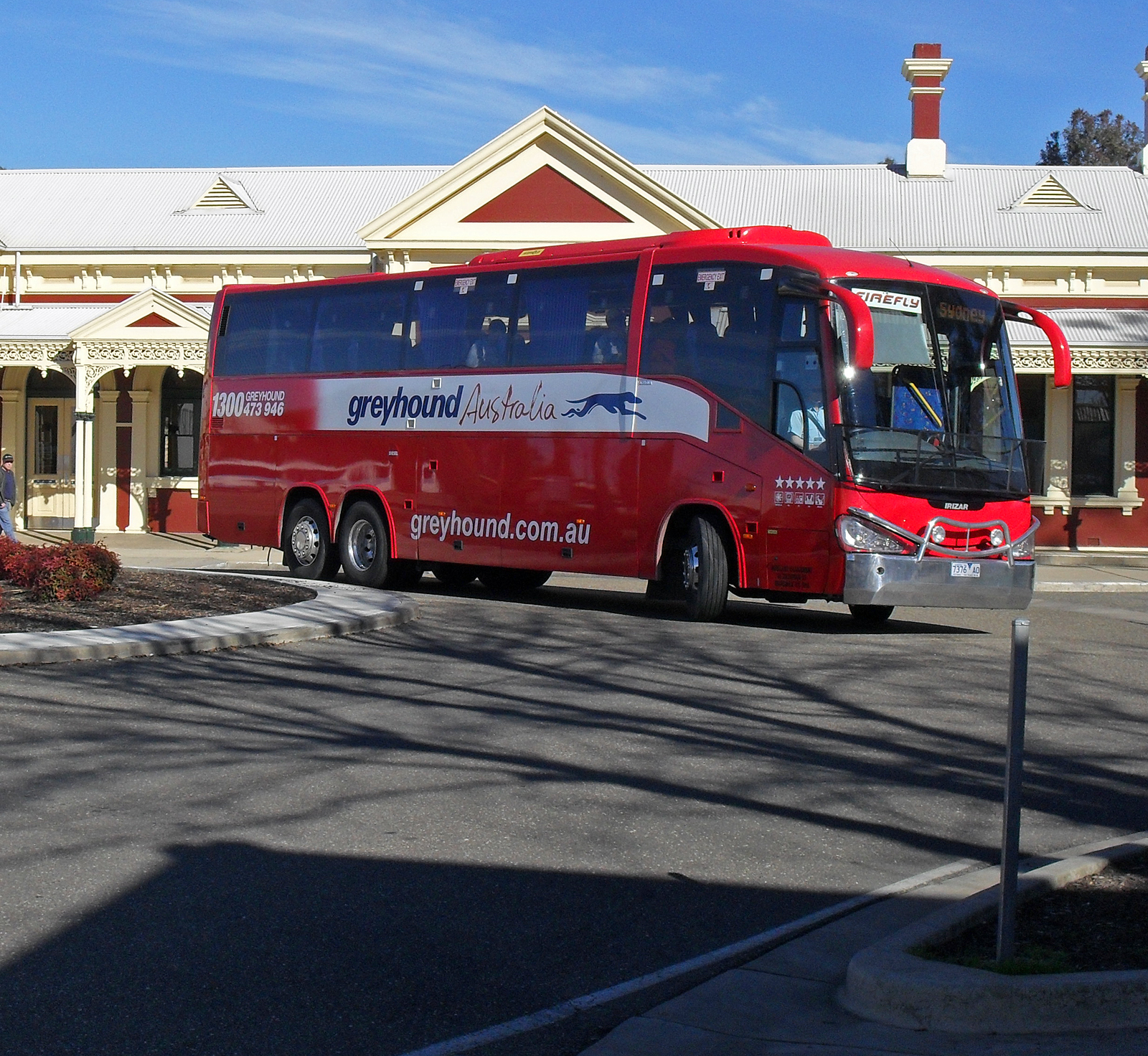
Ônibus Irizar com chassis Scania K380IB em Wagga Wagga. Julho de 2009

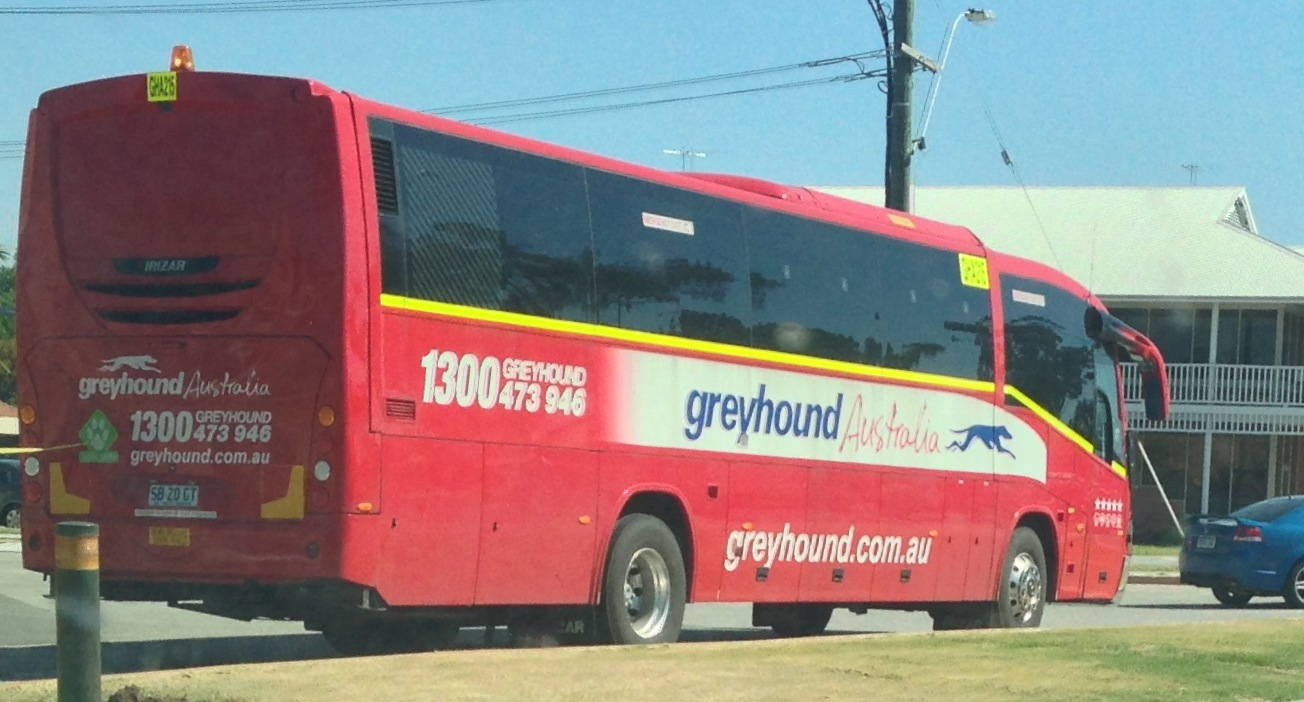
Irizar com chassi Mercedes-Benz OH1830 em Perth, Austrália Ocidental, em outubro de 2013, com listra amarela-fluorescente e de luz de perigo para a operação em locais de mineração

A Greyhound Coaches foi criada em 1928 por Russell Penfold com um serviço entre Toowoomba e Brisbane. Em 1956, e novamente em 1962, a Greyhound tentou entrar no serviço interestadual de passageiros expresso, mas sem sucesso. Em 1968, após a entrada no mercado pela terceira vez, a empresa finalmente conseguiu estabelecer serviços entre Brisbane, Sydney, Melbourne e Adelaide, com Perth e Darwin adicionadas na década de 1970,  criando assim uma empresa nacional de transporte rodoviário de passageiros.
Em 1975, as operações na Austrália Meridional foram franqueadas para as operadoras de Adelaide Murray Valley  e Stateliner.
Em novembro de 1989, a famílai Penfold a Greyhound  para a Stateliner com exceção das linhas Brisbane - Gold Coast e Brisbane - Toowoomba, que foram vendidas separadamente. Em 1992, Greyhound, Pioneer e Bus Australia fundiram suas operações, renomeadas como Greyhound Pioneer Australia.

## Outros serviços
A Greyhound Austrália também faz fretamento para o transporte de trabalhadores de mina: os ônibus utilizados nessas operações usam números grandes, possuem faixas em amarelo fluorescente e possuem luzes de emergência amarelas.

Alguns serviços intraestaduais em Queensland são subsidiados pelo governo desse estado.